# Sais, Egipt
Sais (în greacă veche Σάϊς) sau Sa el-Hagar a fost un oraș antic egiptean din vestul deltei Nilului. A fost capitala provinciei Sap-Meh și a devenit centrul puterii a celei de-a XXIV-a dinastie egipteană (732 – 720 î.Hr.) și a celei de-a XXVI-lea dinastie a Egiptului (664 – 525).

## Scrieri antice
Zeița patroană a orașului este Neith, a cărui cult este atestat încă din prima dinastie dintre 3100 și 3050 î.Hr. Filozofii greci, precum Herodot, Platon și Diodor Siculus, au identificat orașul cu Atena, făcând, prin urmare, o trimitere primordială spre cetatea grecească din Attica. Diodor povestește că Atena a întemeiat Sais înainte de potopul care a distrus metropola și Atlantida. Toate orașele grecești au fost distruse în timpul cataclismului, însă orașele egiptene, inclusiv Sais, au supraviețuit.
În Timaios și Critias a lui Platon (scrisă în jurul anului 395 î.Hr.), Sais este orașul în care Solon (Solon a vizitat Egiptul în 590 î.Hr.) află de la un preot egiptean povestea Atlantidei, agresiunea sa militară împotriva Greciei și Egiptului și distrugerea ei în urma unei calamități naturale. Platon își notează, de asemenea, că orașul a fost locul de naștere al faraonului Amasis al II-lea.
Plutarh consemnează că pe altarul Atenei (care se identifică cu Isis), din Sais se află inscripția Eu sunt tot ceea ce a fost, ceea ce este și ceea ce va fi, și nici un muritor nu a îndrăznit până acum să îmi ridice vălul.